# Louis Nattero
Louis Nattero (Marsiglia, 1875 – Marsiglia, 1915) è stato un pittore francese.
La sua vita e la sua arte furono strettamente legate alla città di Marsiglia.